# Klaus Ostwald
Klaus Ostwald (ur. 26 sierpnia 1958 w Bad Elster) – niemiecki skoczek narciarski, skaczący na przełomie lat 70. i 80. XX w. w barwach Niemieckiej Republiki Demokratycznej. Najlepsze wyniki w Pucharze Świata osiągnął w sezonie 1983/1984, kiedy zajął siódme miejsce w klasyfikacji generalnej. W 32. Turnieju Czterech Skoczni zajął drugie miejsce, a rok później był trzeci.
Największe sukcesy Ostwalda to złoty medal na mistrzostwach świata w lotach w 1983 w Harrachovie, a także medale na mistrzostwach świata – srebrny w Engelbergu 1984 i brązowy w Seefeld w 1985. Ponadto w 1979 wyrównał w Planicy rekord świata, skacząc 176 metrów.
Najlepszym występem Ostwalda na igrzyskach było 13. miejsce na skoczni normalnej podczas igrzysk w Sarajewie 1984. W tym samym roku zwyciężył w Pucharze Przyjaźni.

## Igrzyska olimpijskie
- Indywidualnie
  - 1980 Lake Placid (USA) – 15. miejsce (duża skocznia)
  - 1984 Sarajewo (YUG) – 26. miejsce (duża skocznia), 13. miejsce (normalna skocznia)

## Mistrzostwa świata
- Indywidualnie
  - 1982 Oslo (NOR) – 4. miejsce (duża skocznia), 16. miejsce (normalna skocznia)
  - 1985 Seefeld (AUT) – 11. miejsce (duża skocznia), 6. miejsce (normalna skocznia)
- Drużynowo
  - 1982 Oslo (NOR) – 4. miejsce
  - 1984 Engelberg (SUI) – srebrny medal
  - 1985 Seefeld (AUT) – brązowy medal

## Mistrzostwa świata w lotach
- Indywidualnie
  - 1983 Harrachov (CSK) – złoty medal
  - 1985 Planica (YUG) – 4. miejsce

## Puchar Świata w skokach narciarskich

### Miejsca w klasyfikacji generalnej
- sezon 1979/1980: 21.
- sezon 1981/1982: 17.
- sezon 1982/1983: 17.
- sezon 1983/1984: 7.
- sezon 1984/1985: 12.
- sezon 1985/1986: 37.

### Miejsca na podium chronologicznie
1. Engelberg (31 stycznia 1982) – 1. miejsce
2. Harrachov (8 stycznia 1983) – 3. miejsce
3. Harrachov (9 stycznia 1983) – 2. miejsce
4. Oberstdorf (30 grudnia 1983) – 1. miejsce
5. Garmisch-Partenkirchen (1 stycznia 1984) – 3. miejsce
6. Cortina d’Ampezzo (11 stycznia 1984) – 3. miejsce
7. Liberec (15 stycznia 1984) – 2. miejsce
8. Garmisch-Partenkirchen (1 stycznia 1985) – 3. miejsce
9. Bischofshofen (6 stycznia 1985) – 2. miejsce